# Kingston Frontenacs
Die Kingston Frontenacs sind eine kanadische Eishockeymannschaft aus Kingston, Ontario. Das Team wurde 1989 als Nachwuchsteam gegründet und spielt seitdem in einer der drei höchsten kanadischen Junioren-Eishockeyligen, der Ontario Hockey League (OHL).

## Geschichte
Im Jahr 1989 wurden die Rechte an den Kingston Raiders an eine Investorengruppe verkauft, an der mit Wren Blair und Bob Attersley auch zwei ehemalige Eishockeyspieler beteiligt waren, die das Franchise in Kingston Frontenacs umbenannten. Angelehnt war der Name an die Kingston Frontenacs aus der Eastern Professional Hockey League, für die beide gespielt hatten. In ihrem zwanzigjährigen Bestehen hat die Mannschaft bislang (Stand 2009) nur einen Divisionstitel gewonnen, als sie 1994/95 die Leyden Trophy als Sieger der East Division gewannen. Zudem erreichte das Team in der Saison 1992/93 das Finale um den J. Ross Robertson Cup, in dem es den Peterborough Petes unterlag. Nach neun Jahren wurde das Franchise 1998 an die Springer-Familie verkauft, woraufhin Doug Springer Besitzer und Vorsitzender der Kingston Frontenacs wurde.
Nach den Sudbury Wolves ist das Franchise das zweiterfolgloseste in der Ontario Hockey League und das vierterfolgloseste in der gesamten Canadian Hockey League.

## Logos

Logo von 1990 bis 1998
Logo von 1998 bis 2001
Aktuelles Logo seit 2008/09

## Erfolge
| J. Ross Robertson Cup - keine Bobby Orr Trophy - keine | Hamilton Spectator Trophy - keine Divisionstitel - 1994/95 Leyden Trophy, East Division - 2015/16 Leyden Trophy, East Division |

## Ehemalige Spieler
Folgende Spieler, die für die Kingston Frontenacs aktiv waren, spielten im Laufe ihrer Karriere in der National Hockey League:
- Chris Allen
- Sean Avery
- Chris Beckford-Tseu
- Sam Bennett
- Drake Berehowsky
- Matt Bradley
- Jan Bulis
- Tony Cimellaro
- Matt Cooke
- Lawson Crouse
- Patrick DesRochers
- Matt Elich
- Drew Fata
- Warren Foegele
- Sean Gauthier
- Chris Gratton
- Josh Gratton
- Philipp Grubauer
- Erik Gudbranson
- Chad Kilger
- Nathan LaFayette
- Juho Lammikko
- Marc Lamothe
- Brett Lindros
- David Ling
- Mark Major
- Sean McMorrow
- Jason Morgan
- Marc Moro
- Tyler Moss
- Shane O’Brien
- Andrew Raycroft
- Craig Rivet
- Mike Smith
- Anthony Stewart
- Chris Stewart
- Danny Taylor
- Gabriel Vilardi
- Mike Zigomanis